# Santaloides samoense
Santaloides samoense là một loài thực vật có hoa trong họ Connaraceae. Loài này được (Lauterb.) G. Schellenb. miêu tả khoa học đầu tiên năm 1923.